# Sinatra Sings of Love and Things
Sinatra Sings of Love and Things è una raccolta del crooner statunitense Frank Sinatra, pubblicata nel 1962 dalla Capitol Records.

## Il disco
Anche se Sinatra se n'era andato dalla Capitol, la major non aveva intenzione di rinunciare al successo che il cantante le aveva portato. Per cui, ecco Love and Things: dodici singoli che Sinatra registrò dal 13 agosto 1957 al 6 marzo 1962.

## Tracce

### Lato A
1. The Nearness of You - 2:44 - (Carmichael, Washington)
2. Hidden Persuasion - 2:26 - (Churchill)
3. The Moon Was Yellow - 3:02 - (Ahlert, Leslie)
4. I Love Paris - 1:52 - (Porter)
5. Monique - 3:18 - (Cahn, Bernstein)
6. Chicago - 2:12 - (Fisher)

### Lato B
1. Love Looks So Well on You - 2:41 - (Keith, Bergman, Spence)
2. Sentimental Baby - 2:38 - (Keith, Bergman, Spence)
3. Mr. Success - 2:42 - (Sanicola, Sinatra, Grienes)
4. They Came to Cordura - 3:02 - (Cahn, Van Heusen)
5. I Gotta Right to Sing the Blues - 3:00 - (Koehler, Arlen)
6. Something Wonderful Happens in Summer - 3:12 - (Bushkin, Devries)

## Musicisti
- Frank Sinatra - voce;
- Nelson Riddle - arrangiamenti;
- Skip Martin - arrangiamenti;
- Felix Slatkin - violino.